# Лиас (группа)

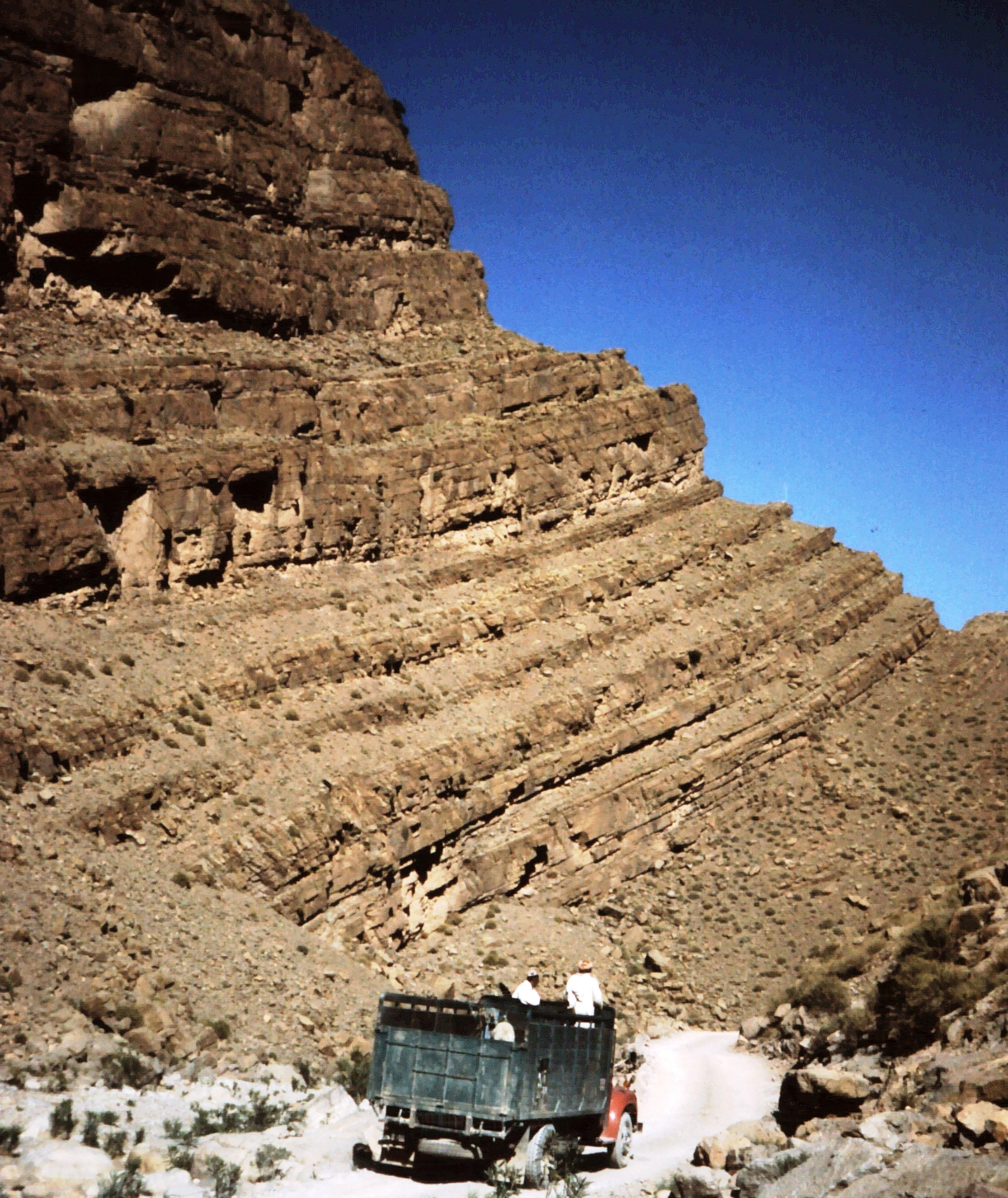
Внешний вид лиасовых фаций в районе Атласа

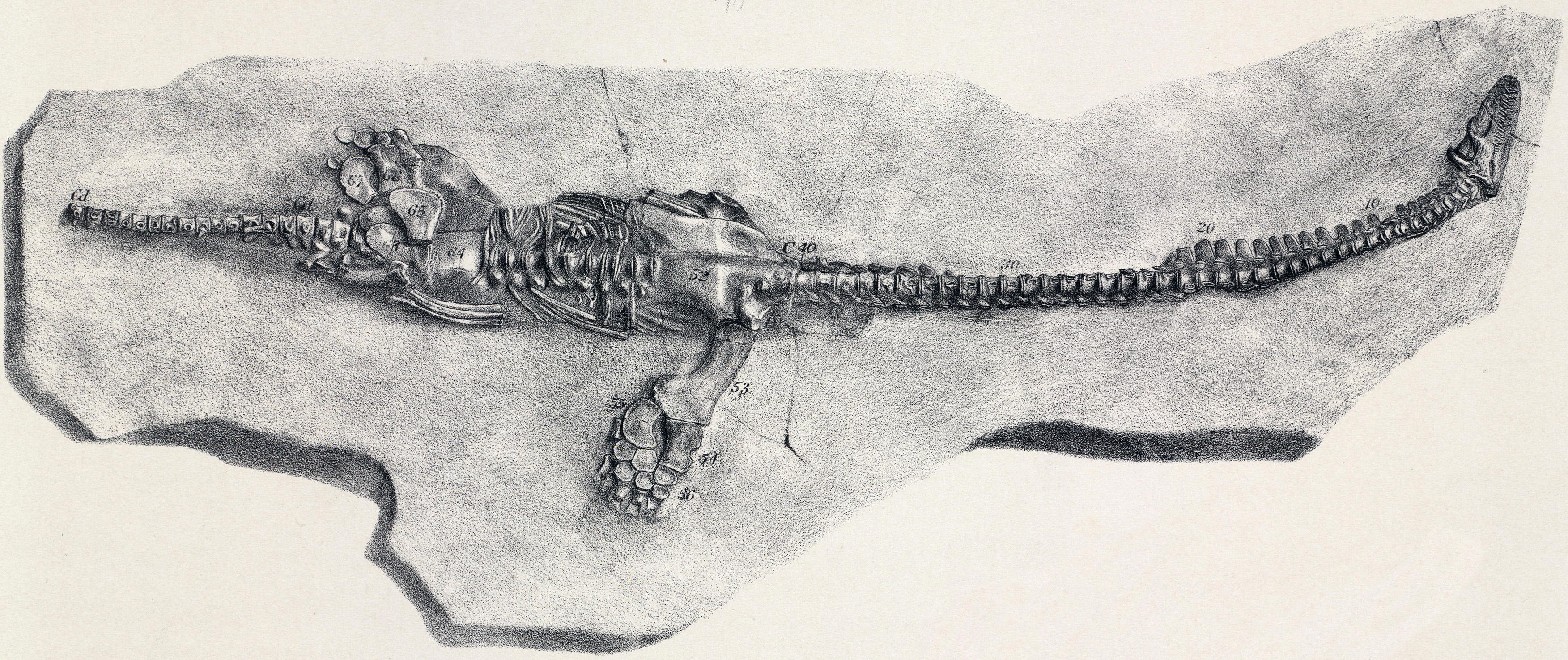
Скелет плезиозавра, найденный в слое лиаса

Ли́ас или Ле́йас (от англ. Lias — «твёрдый известняк», термин, используемый в геологии именно в этом смысле с 1833 года) — литостратиграфическая единица, геологическая группа из последовательных пластов горных пород, обнаруженная под значительной частью Западной Европы, включая Британские острова, Северное море, Исторические Нидерланды, север Германии, Болгарии, а также полуострова Крым, Севера Турции. Состоит из морских известняков, сланцев, мергелей и глин. Установлен в конце XVIII века английским инженером Уильямом Смитом в Сомерсетшире (Великобритания).

## Описание
Группа лиас представлена в основном из аргиллитов и известняков раннего юрского периода, чей возраст составляет 25 миллионов лет, и простирается в основном от Дорсета до Йоркшира и Кливленда.
В прошлом геологи использовали слово лиас не только для последовательности слоёв горных пород, но и для временного интервала, в течение которого они формировались. Таким образом, это было альтернативное название ранней юрской эпохи геологической шкалы времени.
В настоящее время уточнено, что лиас имеет возраст от рэтского до тоарского (в течение периода ок. 20 млн лет между 200 млн лет до н. э. и 180 млн лет до н. э.) и, таким образом, также включает часть триаса. Таким образом, использование названия «лиас» как отрезка шкалы времени постепенно исчезает.

## Распространение
Лиасовые обнажения на Пиренейском полуострове редки, они встречаются на побережье Астурии и на мысе Испании — Кап-де-ла-Барра (Лестартит, Баш-Эмпорда).
Краснозёмные почвы Крыма также представлены главным образом юрскими нижними породами — лиасом.

## Подгруппы
В Южной Англии группу лиас часто делят на нижнюю, среднюю и верхнюю подгруппы по следующим формациям (сверху до основания):
- Пески Бридпорта[англ.]
- Известняковая формация Бикона[англ.]
- Формация Дирхема[англ.]
- Чармутский аргиллит[англ.]
- Голубой лиас[англ.]

На шельфе Восточный Мидленд лиас делится на следующие формации (сверху до основания):
- Аргиллиты Уитби[англ.]
- Мергельная скала[англ.]
- Чармутский аргиллит
- Сканторпский аргиллит[англ.]

В Бассейне Кливленда (Йоркшир, Англия) лиас делится на следующие формации (сверху вниз):
- Аргиллиты Уитби
- Кливлендский железняк[англ.]
- Песчаник Стейтс[англ.]
- Аргиллиты Редкар[англ.]

В Южном Уэльсе встречается только голубой лиас.
Лиас подстилается позднетриасовой группой Пенарта и перекрывается нижним оолитом в большей части Англии и формацией Доггер или группой Равенскар в бассейне Кливленда. На некоторых участках наблюдается стратиграфический «перерыв», и породы перекрываются меловыми морскими отложениями.
На западном побережье Шотландии есть ограниченные обнажения пород лиас, где в бассейне осадконакопления Гебридского моря на островах Скай, Разей и Малл расположены следующие формации: формация бродфордских пластов, пабайская сланцевая формация и лежащая выше скальпейская формация песчаника, относящиеся к группе лиас.
В голландской литостратиграфии термин «лиас» не имеет официального статуса, однако оно часто используется для нижней части группы Альтена в недрах Нидерландов и южной части Северного моря.
На Севере Германии группа лиас состоит из девяти образований (сверху вниз):
- Формация опалинусовой глины[нем.]
- Дорнтенская формация
- Сланцы Посидония[англ.]
- Амальтеентонская формация[англ.]
- Формация Каприкорна[англ.]
- Рарикостатная формация
- Песчаник Аритен[англ.]
- Лиасовый песчаник
- Псилонотенский песчаник[нем.]